# 克利莫乌齐村委员会
克利莫乌齐村委员会（俄语：Климоуцевский сельсовет）是俄罗斯联邦阿穆尔州斯沃博德内区所属的一个村委员会。其下辖有3个居民点，行政中心为克利莫乌齐。据2016年统计，该村委员会的人口为1273人。